# جلدة باخان
جلدة باخان هي قرية في مقاطعة سراب، إيران. يقدر عدد سكانها بـ 643 نسمة بحسب إحصاء 2016.